# Єпурень
Єпурень (рум. Iepureni) — село в Кантемірському районі Молдови. Входить до складу комуни з адміністративним центром у селі Канія.

## Населення
За даними перепису населення 2004 року у селі проживали 897 осіб.
Національний склад населення села:
| Національність | Кількість осіб |
| -------------- | -------------- |
| молдавани      | 882            |
| болгари        | 5              |
| росіяни        | 5              |
| українці       | 4              |
| гагаузи        | 1              |
| Всього         | 897            |